# 绿茎楼梯草
绿茎楼梯草（学名：Elatostema viridicaule），为荨麻科楼梯草属下的一个种。

## 扩展阅读
維基物種上的相關：绿茎楼梯草